# فابيان كارمونا
فابيان كارمونا (بالإسبانية: Fabián Carmona)‏ (21 مارس 1994 بآيل مونتي في تشيلي - ) هو مدرب كرة قدم ولاعب كرة قدم تشيلي في مركز الهجوم. لعب مع نادي أونيفرسيداد دي تشيلي.

## وصلات خارجية
- فابيان كارمونا على موقع قاعدة بيانات كرة القدم.إي يو (الإنجليزية)
- فابيان كارمونا على موقع Soccerway.com (الإنجليزية)
- فابيان كارمونا على موقع AS.com (الإسبانية)